# Синяк (Киевская область)
Синя́к (укр. Синяк) — село, входит в Бучанский район Киевской области Украины.
Население по переписи 2001 года составляло 967 человек. Почтовый индекс — 07351. Телефонный код — 4596. Занимает площадь 1,8 км². Код КОАТУУ — 3221887501.
В селе родился и прожил свои последние годы Герой Советского Союза Алексей Мищенко.

## Местный совет
07351, Киевская обл., Бучанский р-н, с.Синяк, ул.Киевская,60